# Emissari submarí
Un emissari submarí, en l'àmbit de l'enginyeria sanitària, és un conducte mitjançant el qual es bomba l'aigua residual després d'un tractament primari per conduir-la a una certa distància de la costa. Al final de la canonada s'instal·la un tram de tub perforat, anomenat «difusor», que facilita la difusió de l'aigua servida en el cos receptor.
L'emissari submarí es destina principalment a la reducció de coliformes, això s'efectua per mitjà de la dilució inicial, difusió horitzontal i decaiguda de coliformes; l'última generalment té un efecte molt més gran sobre els càlculs per a emissaris submarins. Els bacteris fecals presenten altes taxes de mortalitat al medi marí, principalment a causa de la incidència de la llum, especialment la freqüència ultraviolada, la salinitat, nutrients i interaccions ecològiques amb altres espècies.
La posició i la distància del difusor de la costa es determinen de manera que els bacteris arribin a la costa amb una concentració acceptable, definida mitjançant normatives a cada país. Per a la determinació de la posició generalment s'utilitzen models matemàtics que simulen la dilució de l'efluent, la decaiguda bacteriana, tenint en compte els corrents marins. Per a l'aplicació d'aquests models matemàtics, cal dur a terme mesuraments in situ de les condicions locals dels corrents.
Aquest tipus de dispositiu s'utilitza també en rius i llacs, tot i que amb molta menys eficiència a causa de la qualitat de l'aigua al cos receptor.